# Microsporidae
Los microspóridos (Microsporidae) son una familia de coleópteros mixófagos.

## Géneros
Tiene los siguientes géneros:
- Sphaerius[1]